# 南

南

南是地球球面上四個基本方位之一，是北的方向相反，並与東和西垂直。 正南是指在地球球面上沿着经线指向南極的方向。現時地球的南極位於南極洲內。除了正南以外，還有以地球磁場“北極”的磁南。磁南和正南並不相同，兩者間有一段距離。若我們朝東方站立，南就在我們的右方。南方在西式地图上通常用下方来表示。在中国传统文化中，南方的守护神是朱雀。在八卦中离代表南方，也常用上表示南，中国的传统地图常以上为南。

## 另見
- 名稱以開頭的所有条目